# Згарский, Евгений Яковлевич
Евге́ний Я́ковлевич Зга́рский (1834—1892) — украинский писатель.
Сын священника; образование получил в Львовском и Венском университетах. Литературную деятельность Згарский начал в 1854 году стихотворением «Бувай здоров» в «Зоре галицкой». В 1862 году Згарский издал две поэмы: «Святый вечер» (1862) и «Маруся Богуславка» (1863). Основное содержание их взято из народных поверий и песен. В газете «Правде» (1867 и 1868) Згарский напечатал статьи «О народной философии по пословицам» и «Об остатках язычества в песнях, сказках и поговорках», а также юмористический рассказ «Отец Юрий». Сборник стихотворений Згарского вышел в 1877.
Исследовал галицкий фольклор и историю. Основные работы опубликовал в изданиях Общества имени Михаила Качковского:
- О народной философии по пословицам (1867);
- Об остатках язычества в песнях, сказках и поговорках (1868);
- Иосиф II (1881);
- История Галицкой Руси (1881);